# イジョ語
イジョ諸語（Ijo languages）はニジェール・コンゴ語族に属する可能性がある言語グループである。話者はイジョの人々であり、ナイジェリア南部に居住する。

## 下位言語
- 東諸語（East）
  - 南東イジョ語（Ijo, Southeast） ijs - 71,500人（1977年）
- 東ンコロ語（East Nkoroo） 
  - ンコロ語（Nkoroo） nkx - 4,550人（1989年）
- 東部諸語（Eastern）
  - 北東諸語（Northeastern）
    - イバニ＝オクリカ＝カラバリ語（Ibani-Okrika-Kalabari）
      - イバニ語（Ibani） iby - 60,000人（1989年）
      - カラバリ語（Kalabari） ijn - 258,000人（1989年）
      - オクリカ語（Kirike） okr - 248,000人（1995年）
- 内陸イジョ語（Inland Ijo）
  - ビセニ語（Biseni） ije - 4,800人（1977年）
- 西諸語（West）
  - 内陸イジョ語（Inland Ijo）
    - （Okodia） okd - 3,600人（1977年）
    - （Oruma） orr - 5,000人（1995年）
- 西イジョ語（West Ijo）
  - イゾン語（Izon） ijc - 1,000,000人（1989年）